# Zły (miesięcznik)
Zły – miesięcznik, który ukazywał się w Polsce w latach 90. XX w. Prezesem wydawnictwa i redaktorką naczelną była Małgorzata Daniszewska, żona Jerzego Urbana. 
Pismo miało charakter gazety sensacyjnej koncentrującej się na sprawach kryminalno-sądowych i treściach makabrycznych. Nad tytułem figurowało ostrzeżenie: „Uwaga! Pismo zawiera treści drastyczne”. Publikowało m.in. nielegalnie zdobyte wyciągi z akt prokuratorskich razem ze zdjęciami ze szczególnie drastycznych spraw kryminalnych. 31 marca 2000 główny dystrybutor miesięcznika, firma Ruch S.A., zerwała umowę z miesięcznikiem, na skutek czego przestał on być wydawany.
Przykładowe tematy z okładek:
- Kotlet z człowieka (9(20) z 1999)
- Intymne życie syjamskich bliźniaków (9(20) z 1999)
- Za co? (9(20) z 1999; zdjęcia ofiar trzęsienia ziemi w Turcji)
- Raport z prosektorium (10(21) z 1999)
- Wyuzdana cesarzowa (10(21) z 1999)
- Polskie drogi (10(21) z 1999; zdjęcia z wypadków drogowych)